# Unidad de Información y Análisis
La Unidad de Información y Análisis (UIA) es una unidad de la policía autonómica de la Ertzaintza que se halla dentro de la división de la policía criminal, y se centra sobre todo en la lucha contra el terrorismo. El consejero de interior del Gobierno Vasco mediante una orden del 15 de marzo aprueba la nueva unidad de la Ertzaintza con el objetivo de organizar y procesar la información recogida con el fin de mantener el orden y seguridad ciudadana, así como detener los actos delictivos de los diferentes grupos criminales, tales como los terroristas. La UIA se estructura junto con la Policía Judicial y la Unidad de Investigación tanto en una sede central como en diferentes sedes territoriales.

## Estructura y medios
Los efectivos con los que cuenta la UIA oscilan entre 200 y 300 unidades. La UIA cuenta con tecnología avanzada y preparación internacional, y se encuentran a su vez apoyados en su labor por el Grupo de Asistencia Técnica (GAT).